# 1944년 동계 올림픽
1944년 동계 올림픽(영어: 1944 Winter Olympics, V Olympic Winter Games, 이탈리아어: Giochi olimpici invernali 1944)은 이탈리아의 코르티나담페초에서 열릴 동계 올림픽 대회였다. 그러나 제2차 세계 대전으로 취소되었고, 12년 뒤인 1956년에 열렸다. 제5회 동계 올림픽은 1948년에 열렸다.

## 투표 결과
| 후보 도시      | NOC                                                               | 1차 투표 | 2차 투표 |
| 코르티나담페초 | [[파일:{{{국기그림-1861}}}\|22x20px\|border \|이탈리아]] 이탈리아 | 16       | 16       |
| 몬트리올       | 캐나다                                                            | 11       | 12       |
| 오슬로         | 노르웨이                                                          | 7        | 2        |

## 같이 보기
- 1944년 하계 올림픽
- 1940년 동계 올림픽
- 1940년 하계 올림픽

| 동계 올림픽                                   |                                        |                   |
| 이전 대회                                     | 1944년 동계 올림픽 코르티나담페초 1944 | 다음 대회         |
| 삿포로-장크트모리츠-가르미슈파르텐기르헨 1940 | 1944년 동계 올림픽 코르티나담페초 1944 | 장크트모리츠 1948 |